# Кокжира (Аксуатський район)
Кокжира́ (каз. Көкжыра) — село у складі Аксуатського району Абайської області Казахстану. Адміністративний центр Кокжиринського сільського округу.
Населення — 2005 осіб (2021; 1796 у 2009, 2296 у 1999, 2413 у 1989).
Національний склад станом на 1989 рік:
- казахи — 100 %

2010 року село було зруйновано паводками на річці Базар, але невдовзі відбудовано на іншому березі річки.